# Байдыченко, Татьяна Владимировна
Татьяна Владимировна Байдыченко (до 1995 г. – Байдиченко) (род. 9 ноября 1958 года) — советский и российский научный деятель, специалист в области физической культуры и спорта, представитель отечественной школы обучения прицельному выстрелу. Кандидат педагогических наук, доцент, заслуженный тренер России. Автор более 50 научных работ и публикаций, автор патента «Способ обучения прицельному выстрелу в стрельбе из классического лука».

## Биография
Родилась в г. Львов (Украинская ССР) в семье служащего. С 11 лет занималась легкой атлетикой. Во время учебы в институте увлеклась стрельбой из лука. Тренировалась под руководством ЗТ СССР А. Н. Калиниченко. В 1980 году выполнила норматив мастера спорта СССР.
В 1980 году с отличием закончила педагогический факультет Львовского института физической культуры (ныне – Львовский государственный университет физической культуры). В 1985 году, по рекомендации известного теоретика спорта профессора А. А. Тер-Ованесяна, поступила в аспирантуру Государственного центрального ордена Ленина института физической культуры (ныне - Российский университет спорта «ГЦОЛИФК»). В 1986 году перевелась на кафедру биомеханики - под руководство к выдающемуся деятелю науки профессору В. М. Зациорскому.
В годы учебы в аспирантуре работала со сборной командой СССР по стрельбе из лука в составе комплексной научной группы под руководством профессора Г. Б. Сафроновой.
В 1989 году защитила диссертацию на соискание ученой степени кандидата педагогических наук по теме «Техническая подготовленность стрелков из лука и методы ее совершенствования».

## Общественная деятельность
В 1992-1995 годах была вице-президентом РФСЛ;  являлась техническим директором вида спорта «стрельба из лука» на Играх доброй воли 1994 года в г.Санкт-Петербурге. С 1999 по 2001 год руководила научно-методической работой в Государственной школе высшего спортивного мастерства (ГШВСМ).
В 2001-2004 годах являлась вице-президентом Московской федерации стрельбы из лука. С 2004 по 2007 год занимала должность директора ГБОУ ДОСН «СДЮСШОР №43» Москомспорта, где в 2004 году под ее руководством было открыто отделение стрельбы из лука.

## Тренерская работа
За годы тренерской работы, совместно c В. В. Лысенко, Т. В. Байдыченко воспитала целую плеяду успешных спортсменов-лучников, неоднократных победителей и призеров всероссийских и международных соревнований: Альбину Логинову, Татьяну Сегину, Дениса Сегина, Алексея Бородина, Добрякова Антона и других.

## Педагогическая и научная деятельность
Наиболее значимую часть трудовой биографии Т. В. Байдыченко занимает педагогическая и научная работа, неразрывно связанная с Российским университетом спорта «ГЦОЛИФК», где с 1995 по 2021 год она преподавала на Кафедре теории и методики стрелкового спорта (ныне – Кафедра теории и методики фехтования, современного пятиборья и стрелковых видов спорта).
Научной деятельностью Т. В. Байдыченко занимается с 1985 года по настоящее время. Область теоретических и практических исследований – обучение прицельному выстрелу (на примере стрельбы из спортивного лука). Направления исследований: эргономика систем «спортсмен-лук» и «лук-стрела», стабилометрия, психомоторика, нейропедагогика и метод педагогической оценки точности в спортивной стрельбе из лука.
Среди разработок Т. В. Байдыченко можно выделить учебно-методическую литературу для студентов, магистрантов и слушателей ИПК и ИДО, рабочие программы, методические рекомендации, научно-популярные фильмы и научные статьи.

## Личная жизнь
Супруг - Лысенко Валерий Владимирович - МСМК по стрельбе из лука, заслуженный тренер России.